# Institut Vidal Barraquer
L'Institut Vidal Barraquer és un centre d'educació secundària de Tarragona. L'edifici és una obra racionalista protegida com a Bé Cultural d'Interès Local.

## Edifici
Edifici institucional, és representatiu de l'època en què fou construït i de la relació de l'autor amb el G.A.T.E.P.A.C. Destaca com a solució formal el seu rellevant caràcter orgànic i funcional, encara que ressalta més la imatge racionalista que no pas els caràcters de forma que aporta. Grans finestrals recorren l'edifici envoltant la marquesina, més com a element de connotació de l'eix de simetria formal de l'edifici que no pas com a semiològic d'accés. Juntament amb la casa Bloc del mateix autor, constitueix una de les poques mostres d'estil racionalista de la ciutat.
El 1952 es va ampliar la zona que dona a l'avinguda Companys segons el projecte d'Antoni Salvador i Ripoll.
En l'actualitat s'hi imparteix el batxillerat i cicles formatius de formació professional, com els dedicats a la informàtica, el comerç o l'animació sociocultural.